# علم بيئة الحشرات
علم بيئة الحشراتهو دراسة كيفية تفاعل الحشرات، بشكل فردي أو كمجتمع، مع البيئة المحيطة أو النظام البيئي.يتم التوسط في هذا التفاعل في الغالب عن طريق إفراز واكتشاف المواد الناقلة للرسائل الكيميائية (أشباه الكيميائيات) في البيئة بواسطة الحشرات.تفرز الكائنات الحية (بما في ذلك الحشرات) في البيئة المواد شبه الكيميائية ويتم اكتشافها بواسطة كائنات حية أخرى مثل الحشرات. يمكن تجميع المواد شبه الكيميائية التي تستخدمها الكائنات الحية، بما في ذلك (الحشرات) للتفاعل مع كائنات حية أخرى إما من نفس النوع أو أنواع مختلفة بشكل عام إلى أربعة. هذه هي الفيرومونات والسينومونات والألومون والكيرومون.الفيرومونات هي مواد كيميائية شبه كيميائية تسهل التفاعل بين الكائنات الحية من نفس النوع. تفيد السينومونات كل من المنتج والمستقبل، والألومون مفيد للمنتج فقط بينما الكيرومونات مفيد للمستقبل.
تلعب الحشرات أدوارًا مهمة في بيئة العالم بسبب تنوعها الهائل في الشكل والوظيفة وأسلوب الحياة؛ وكتلتها الحيوية الكبيرة؛ وتفاعلها مع النباتات والكائنات الحية الأخرى والبيئة. ولأنها المساهم الرئيسي في التنوع البيولوجي في معظم الموائل، باستثناء البحر، فإنها تلعب مجموعة متنوعة من الأدوار البيئية المهمة في العديد من وظائف النظام البيئي. وفي حالة إعادة تدوير المغذيات، تساهم الحشرات في هذه الوظيفة الحيوية عن طريق تحلل أو استهلاك النثار والخشب والجيف والروث، وعن طريق تشتت الفطريات.
تشكل الحشرات جزءًا مهمًا من السلسلة الغذائية، وخاصة بالنسبة للفقاريات آكلة الحشرات مثل العديد من الثدييات والطيور والبرمائيات والزواحف. تلعب الحشرات دورًا حاسمًا في الحفاظ على بنية المجتمع وتكوينه؛ في حالة الحيوانات من خلال نقل الأمراض والافتراس والتطفل، وفي النباتات من خلال أكل النباتات وتكاثر النباتات من خلال التلقيح ونثر البذور.من وجهة نظر مركزية الإنسان، تتنافس الحشرات مع البشر؛ فهي تستهلك ما يصل إلى 10% من الغذاء الذي ينتجه الإنسان وتصيب واحدًا من كل ستة بشر بمسببات الأمراض.

## المجتمع البيئي
المجتمع البيئي يتشكل عندما تتفاعل مجموعة من الكائنات الحية التي تعيش في نفس الموقع. هناك تفاعلات مباشرة، والتي تأخذ شكل التكافل والتنافس والافتراس، والتي هي الأكثر وضوحًا. هناك أيضًا تفاعلات غير مباشرة، مثل التكاثر وأنماط البحث عن الطعام/العلف والتحلل. يمكن أن يكون كل كائن حي في حالته الأساسية مستهلكًا في بعض المواقف، ومنتجًا في مواقف أخرى. تتويج كل هذه التفاعلات هو ما يحدد المجتمع وما يميزه عن الآخر. غالبًا ما تلعب الحشرات أدوارًا عديدة في هذه المجتمعات، على الرغم من أن هذه الأدوار تختلف على نطاق واسع بناءً على الأنواع الموجودة. تتعرف الحشرات على مضيفها (مصدر الغذاء) من خلال إشاراتها البصرية والشمية والتذوقية واللمسية.

### المحللات

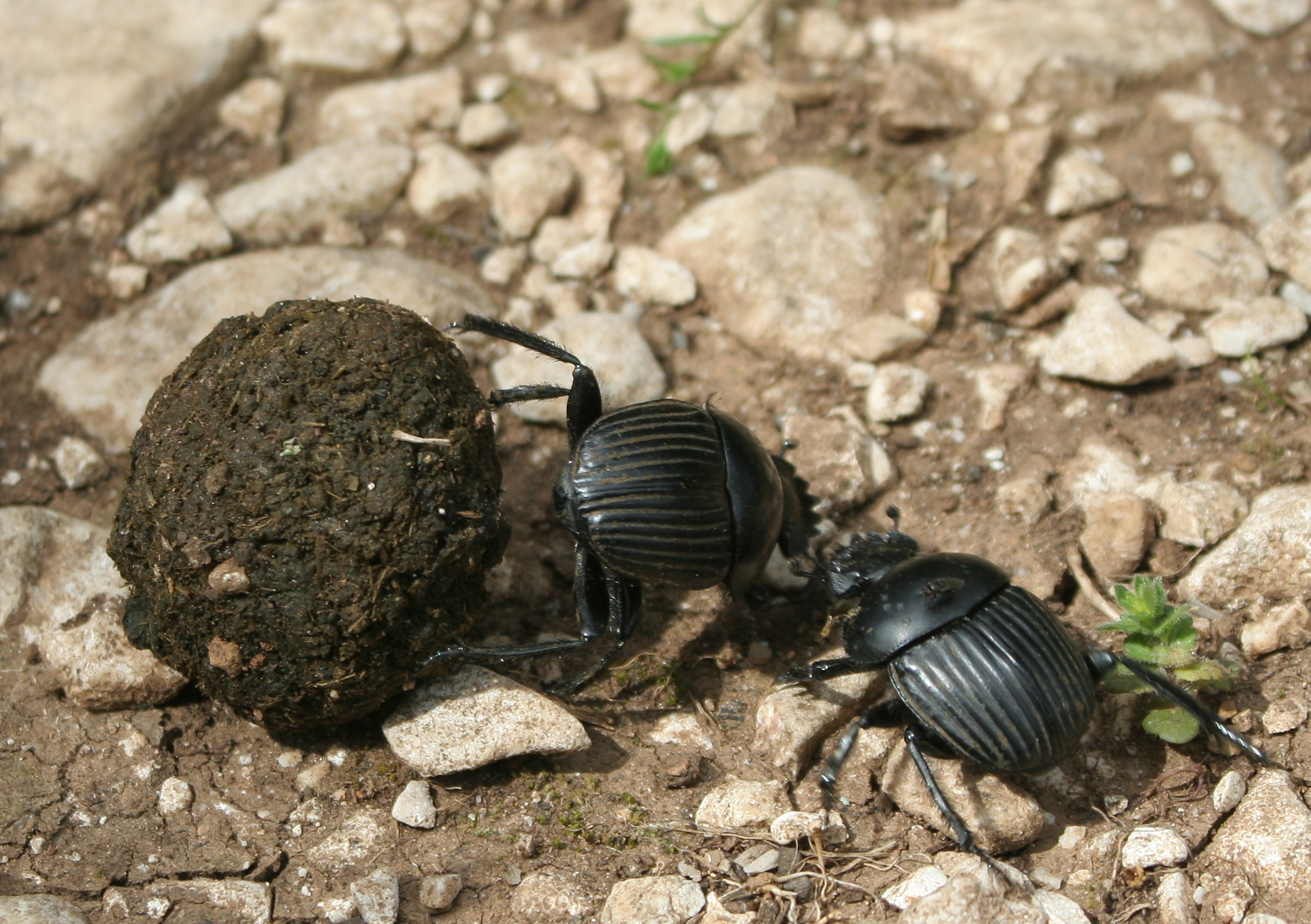
خنافس الروث (سكارابوس لاتيكولييس).

### العاشبات

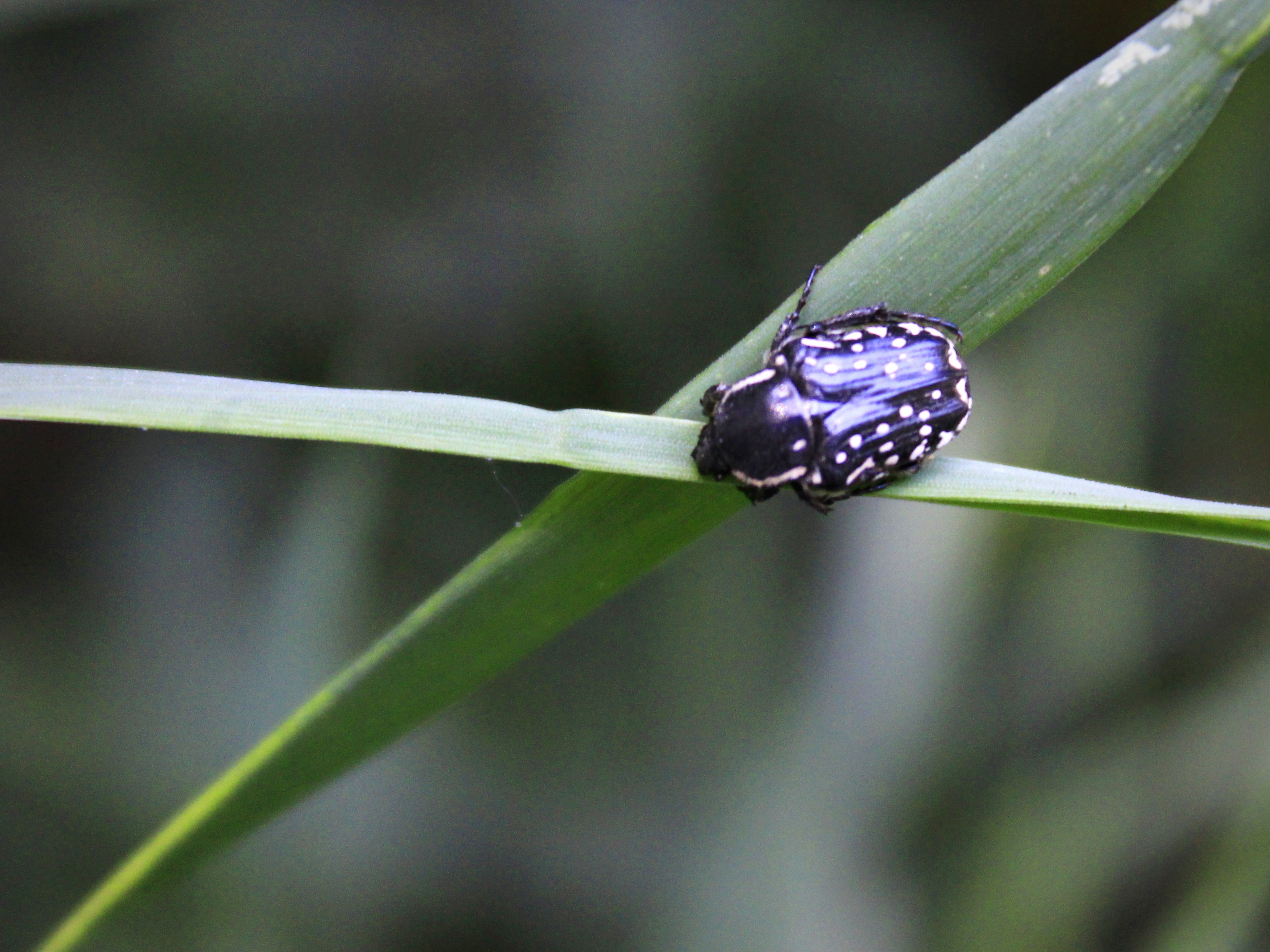
حشرة نباتية/آكلة للأعشاب.

## العلاقات بين الأنواع

تلقيح النباتات المزهرة بواسطة النحلة.

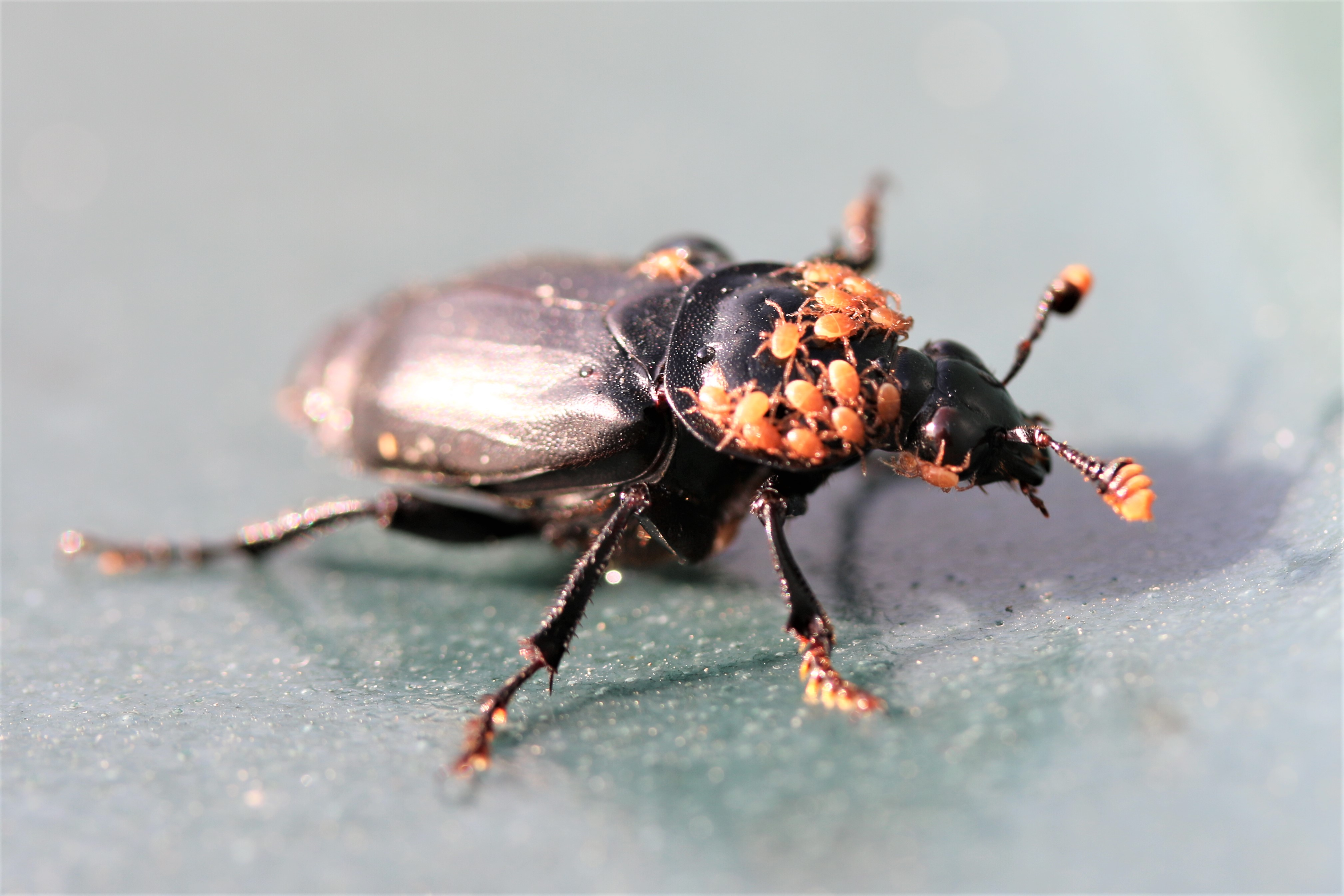
العث يستفيد من حركة Nicrophorus humator.

التقايض
التساغب (عدم التعايش)
المعايشة
شبيه التطفل
الحياد
التيسير
التكافل
التنكر
التضاد البيوكيميائي